# 結婚行進曲 (メンデルスゾーン)

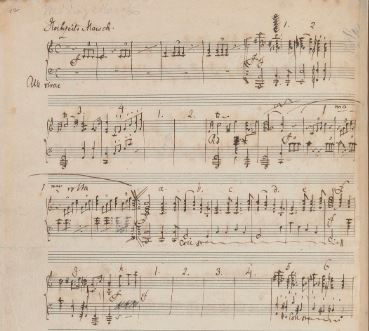
『結婚行進曲』のメンデルスゾーン自筆によるピアノ編曲譜（大英図書館コレクション）

『結婚行進曲』（けっこんこうしんきょく、独: Hochzeitsmarsch, 英: Wedding March）は、フェリックス・メンデルスゾーンが1842年に作曲した劇付随音楽『夏の夜の夢』作品61の一曲。今日では、結婚式における定番曲としてしばしば使用されている。   

## 概要
1847年6月2日に、イングランドのデヴォン州ティヴァートンのセント・ピーター教会におけるDorothy CarewとTom Danielの結婚式にてオルガニスト Samuel Reayによって演奏されたものが、結婚式で演奏されたとされる最も古い記録である。その後しばらくは人気がなかったものの、1858年1月25日、プロイセン王子フリードリヒ（のちのドイツ皇帝フリードリヒ3世）とイギリス王女ヴィクトリアとの結婚式で演奏され、これにより人気を博すようになった。ヴィクトリア王女の母であるヴィクトリア女王はメンデルスゾーンの音楽を気に入っており、メンデルスゾーンはイギリスを訪れている間に女王のためしばしば演奏を行っていた。 
メンデルスゾーンが自らこの曲を演奏したオルガンは、ロンドン・トッテナムのセント・アン教会に保存されている。 
後に、フランツ・リストが1849年から翌年にかけて『結婚行進曲と妖精の踊り』と題したピアノ編曲を行っている。また、ウラディミール・ホロヴィッツもリスト版を参考として『メンデルスゾーンの結婚行進曲と変奏曲』と題したピアノ編曲を行っている。 